# Steve Mandanda
Steve Mandanda Mpidi (Kinshasa, 28 de março de 1985) é um futebolista congolês naturalizado francês que atua como goleiro. Atualmente está sem clube.
É ídolo no Olympique de Marseille, time que mais defendeu em sua carreira, sendo recordista de partidas com a camisa do time marselhês. É irmão dos também jogadores Parfait Mandanda, Riffi Mandanda e Ever Mandanda.

## Carreira
Mandanda emigrou cedo para a França, onde iniciou a carreira aos 16 anos no Le Havre.
O goleiro ficou no clube até 2007, quando se transferiu para o tradicional Olympique de Marseille onde teve seu auge, jogou 442 partidas com a camisa da equipe de Marselha na sua primeira passagem, ganhando títulos importantes como o Campeonato Francês de 2009-10 onde chegou a concorrer pelo prêmio de melhor goleiro, mas perdeu para Hugo Lloris.
Em 2016, foi transferido para o Crystal Palace da Inglaterra.
Em 2017 retornou para a equipe do Olympique de Marseille. No dia 15 de outubro do mesmo ano, Mandanda se tornou o maior recordista de jogos do Olympique de Marseille (453 jogos), superando os 452 de Roger Scotti. Agora já são 594 partidas.
Encerrou seu ciclo no Marseille no fim da temporada 21/22 com  com mais jogos na história do Olympique de Marselha, com 613. Ele disputou mais de 100 partidas em competições europeias na equipe, além de conquistar o Campeonato francês em 2009/10, bem como conquistou outros cinco títulos.
Aos 37 anos, Mandada assinou contrato por duas temporadas com o Rennes.

### Seleção francesa
Mandanda foi convocado para a Euro 2008 pela Seleção Francesa de Futebol. Curiosamente, foi um dos três congoleses do ex-Zaire no torneio: também nascidos em Kinshasa eram Claude Makélélé, seu companheiro, e José Bosingwa, da Seleção Portuguesa. Sua estreia pela equipe principal dos Bleus deu-se na preparação para a Euro, em amistoso contra o Equador.
Seu irmão mais novo, o também goleiro Parfait Mandanda, do time B do Bordeaux, fez o caminho inverso: nascido na França, decidiu jogar por seu país de origem, a atual República Democrática do Congo. Os dois irmãos enfrentaram-se em 2007, em amistoso das equipes B de ambas as seleções.
Integrou o grupo que disputou a Copa do Mundo FIFA de 2018, sendo goleiro reserva da Seleção Francesa. Atuou como titular na terceira partida da França na fase de grupos (a França já tinha assegurado a passagem para as oitavas) contra a Dinamarca. O jogo terminou em 0 a 0 e a seleção gaulesa garantiu a primeira colocação no Grupo C. Mandanda viria sagrar-se campeão mundial a 15 de julho de 2018, quando os Bleus venceram a Croácia por 4 a 2.

## Títulos
Olympique de Marseille
- Copa da Liga Francesa: 2009–10, 2010–11, 2011–12
- Campeonato Francês: 2009–10
- Supercopa da França: 2010

Seleção Francesa
- Copa do Mundo FIFA: 2018

### Prêmios individuais
- Equipe do torneio do Campeonato Europeu Sub-21 de 2006[2]
- Jogador do mês da Ligue 1: Fevereiro de 2008, Agosto de 2008, Setembro de 2017
- Melhor goleiro da Ligue 1: 2007–08, 2010–11, 2014–15, 2015–16, 2017–18
- Equipe ideal da Ligue 1: 2007–08, 2010–11, 2014–15, 2015–16, 2017–18